# Isopsetta isolepis
Tribu
Genre
Espèce
Isopsetta isolepis est une espèce de poissons plats de la famille des Pleuronectidae. C'est la seule espèce du genre Isopsetta qui est lui-même le seul genre de la tribu Isopsettini.